# ジェット (曲)
「ジェット」(Jet)は、1973年にポール・マッカートニー&ウイングスが発表した楽曲、及び1974年にリリースされた同曲を収録したシングル。アルバム『バンド・オン・ザ・ラン』の2曲目に収録された。またベスト・アルバムでは『ウイングス・グレイテスト・ヒッツ』『オール・ザ・ベスト』『夢の翼〜ヒッツ&ヒストリー〜』『ピュア・マッカートニー〜オール・タイム・ベスト』にも収録されている。

## 解説
ポールは元々この曲をはじめ、アルバムからシングル・カットするつもりはなかった。ところがアルバムは発売から2週間以上たっても期待に反して売り上げが伸び悩んだ。レコード会社はこの状況を打破するためにはシングル・カットが必要と考え、ポールも仕方なく承諾した。
ウイングスのシングルでは7枚目、『バンド・オン・ザ・ラン』からは第1弾シングルとして1974年1月28日にアメリカで発売されると、2月9日には初登場第69位、3月30日には第7位にまで上昇した。このてこ入れが功を奏し、アルバムは発売から4ヶ月あまりたった4月13日にビルボード誌で第1位を獲得した。年間ランキングは第77位。キャッシュボックス誌では、3月23日付け最高位第5位を獲得し、年間ランキングでは第77位を記録した。一方イギリスでも2月15日に発売されると最高位第７位まで上昇し、アルバムも4月に３週間連続第2位に到達した。日本では「DIATONEポップスベスト10」（FM東京）で1974年の年間洋楽チャート1位となっている。
アルバム収録曲のほとんどは1973年9月にナイジェリアのラゴスでほぼ完成させていたが、この曲はロンドンに戻ってから大部分を録音して完成させた。録音中にテープの磁気体が剥がれるというトラブルのために、シンバルの音が少々弱くなっている。さらに、テープの救出のため、コピーをかけたことによって全体の音がしまって聞こえている。
タイトルは当時マッカートニー夫妻が飼っていた黒いラブラドール・レトリバーの仔犬の名で、歌詞はポールがリンダの父親に会った時の経験が元になっている。
この曲はコンサートで演奏される事が多く（主に序盤のメドレーで）、『ウイングスU.S.A.ライヴ!!(Wings Over America)』では「ロック・ショウ」からのメドレー、『ポール・マッカートニー・ライブ!!(Tripping the Live Fantastic)』では「フィギュア・オヴ・エイト」からのメドレーとなっている。

## 収録曲
| #         | タイトル                                         | 作詞・作曲                                    | 時間 |
| --------- | ------------------------------------------------ | --------------------------------------------- | ---- |
| 1.        | 「ジェット」( Jet)                               | ポール・マッカートニー リンダ・マッカートニー | 4:09 |
| 2.        | 「レット・ミー・ロール・イット」(Let Me Roll It) | ポール・マッカートニー リンダ・マッカートニー | 4:50 |
| 合計時間: | 合計時間:                                        | 合計時間:                                     | 8:59 |

| #         | タイトル                | 作詞・作曲                                    | 時間 |
| --------- | ----------------------- | --------------------------------------------- | ---- |
| 1.        | 「ジェット」( Jet)      | ポール・マッカートニー リンダ・マッカートニー | 4:09 |
| 2.        | 「マムーニア」(Mamunia) | ポール・マッカートニー リンダ・マッカートニー | 4:51 |
| 合計時間: | 合計時間:               | 合計時間:                                     | 9:00 |

## 演奏者
- ポール・マッカートニー - リード・ボーカル、ベースギター、リードギター、ドラムス
- リンダ・マッカートニー - バッキング・ボーカル、キーボード (#1)、オルガン (#2)
- デニー・レイン - リードギター、バッキング・ボーカル
- ハウイー・ケイシー - サクソフォーン (#1)
- トニー・ヴィスコンティ - オーケストレーション (#1)

## カバー
- ジェリーフィッシュ - ライヴで演奏。EP『Jellyfish Comes Alive』（1991年）に収録され、後にアルバム『ベリーバトゥン』（1990年）の再発CDにもボーナス・トラックとして収録されている。
- 飯島真理 - アルバム『Good Medicine』（1996年）でカヴァー曲として収録されている。
- 少年ナイフ - アルバム『Super Group』（2008年）に収録[9]。